# B-20 (Spanje)
De snelweg B-20, beter bekend als de Ronda de Dalt, is een ringweg of randweg in Barcelona en andere delen van de agglomeratie. De weg werd voltooid in 1992 ter gelegenheid van de Olympische Zomerspelen 1992.

## Lijst van op- en afritten
Doordat de weg samen met de B-10 (Ronda del Litoral) de rondweg van Barcelona vormt begint de nummering van de B-20 met 1, nummers 16 t/m 30 liggen langs B-10.
| Afritnummer | Verbindt met                                                                         |
| ----------- | ------------------------------------------------------------------------------------ |
| 1           | Trinitat, C-17 Puigcerdà, N-150 Sabadell, Av. Meridiana, Sant Andreu                 |
| 2           | Roquetes, Verdum, Via Júlia                                                          |
| 3           | Guineueta, Canyelles, Passeig de Valldaura                                           |
| 4           | Horta, Túnel de la Rovira, Recinte Mundet                                            |
| 5           | Vall d'Hebron, Montbau, Ciutat Sanitària                                             |
| 6           | Vallcarca, Carretera de l'Arrabassada, Balmes, Plaça Lesseps                         |
| 7           | Sant Gervasi, Bonanova, Via Augusta                                                  |
| 8           | Túnels de Vallvidrera, Sant Cugat del Vallès, C-16 Manresa                           |
| 9           | Sarrià, Can Caralleu                                                                 |
| 10          | Pedralbes, Carretera d'Esplugues, Avinguda de Pearson, Sant Joan de Déu, UPC Nord UB |
| 11          | Diagonal, A-2 Lleida, AP-7 Tarragona, Molins de Rei, Esplugues de Llobregat          |
| 12          | Esplugues de Llobregat, Sant Just Desvern, Pubilla Cases, Carretera de Collblanc     |
| 13          | Avinguda Electricitat, La Plana, Can Serra, Can Vidalet, Can Clota                   |
| 14          | Cornellà, L'Hospitalet, Avinguda Josep Tarradellas, Sant Ildefons                    |
| 15          | L'Hospitalet, Avinguda del Carrilet, Zones Industrials, Centre Comercial             |

## Ander ringwegen enrondesin Barcelona

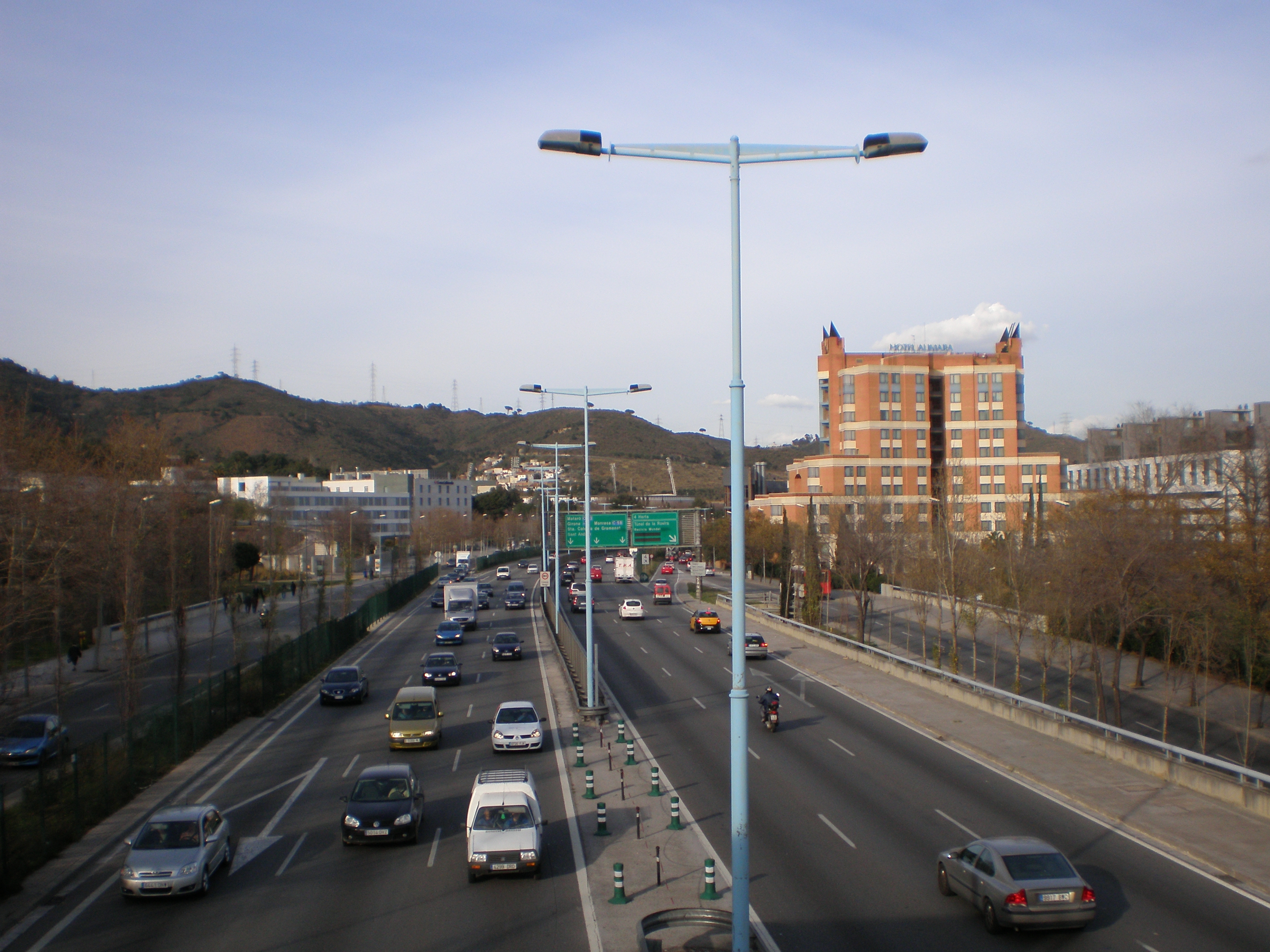

- Ronda del Mig
- Ronda del Litoral
- Ronda del Guinardó
- Autopista del Baix Llobregat